# Antonowo
Antonowo (auch Antonovo geschrieben, (bulgarisch: Антоново)) ist eine Stadt im Nordosten von Bulgarien. Die Stadt befindet sich in der Oblast Targowischte in der Nähe der Städte Straschiza und Slatariza. Die Stadt hat 968 Einwohner.

## Wirtschaft
Die Einwohner in Antonowo und den umliegenden Dörfern sind noch besonders im Bereich Landwirtschaft tätig. In der Region wurde eine Arbeitslosenquote von 52,12 % vermerkt. Dies ist auf die Altersstruktur in der Stadt zurückzuführen. Die Mehrheit bilden die Einwohner über 65 Jahre.
Die Gemeinde stellt ein Entwicklungsstrategie vor, in der die Entwicklung der Wirtschaft, die Verbesserung der Infrastruktur, die Erhöhung der landwirtschaftlichen Produktion und der Tourismus im Mittelpunkt stehen sollen. Dadurch erhoffen sich die Bürger eine Verringerung der Arbeitslosenquote.